# Круша
 За други значения вижте Круша (пояснение).  
Крушите (Pyrus) са род дървета от семейство Розови (Rosaceae), подсемейство Ябълкови (Maloideae). Произлизат от Китай. Различни сортове круши се отглеждат от античността. Плодовете на крушата са сочни, месести, ароматни, от групата на ценокарпните (синкарпни) плодове. Камерите в плода са 5, с 5 семена. Завръзът е долен. Фактически, ядливата част на плода е образувана от сраснали цветни части.

## Видове
- Pyrus amygdaliformis – Бадемолистна круша
- Pyrus armeniacifolia
- Pyrus boissieriana
- Pyrus × bretschneideri – Китайска бяла круша; подвид на Pyrus pyrifolia
- Pyrus calleryana – Callery Pear
- Pyrus communis subsp. communis – Eвропейска круша (cultivars include Beurre d'Anjou, Bartlett and Beurre Bosc)
- Pyrus communis  subsp. caucasica (syn. P. caucasica)
- Pyrus communis subsp. pyraster—Дива Европейска круша (syn. P. pyraster)
- Pyrus cordata – Круша Плимут
- Pyrus cossonii – Aлжирска круша
- Pyrus dimorphophylla
- Pyrus elaeagnifolia – Oleaster-leafed Pear
- Pyrus fauriei
- Pyrus gharbiana
- Pyrus glabra
- Pyrus hondoensis
- Pyrus koehnei – Вечнозелена круша от Южен Китай и Тайван
- Pyrus korshinskyi
- Pyrus mamorensis
- Pyrus nivalis – Снежна круша
- Pyrus pashia – Афганистанска круша
- Pyrus ×phaeocarpa
- Pyrus pseudopashia
- Pyrus pyrifolia—Nashi Pear, Sha Li
- Pyrus regelii
- Pyrus salicifolia – Върболистна круша
- Pyrus × serrulata
- Pyrus × sinkiangensis – смятана за хибрид на P. ×bretschneideri и Pyrus communis
- Pyrus syriaca
- Pyrus ussuriensis – Сибирска круша
- Pyrus xerophila

## Сортове разпространени в България

### Летни сортове
- Клементинка – местен сорт;
- Жифардова масловка – стар френски сорт;
- Хубава юнска – неустановен произход;
- Старкримсон – американски сорт;
- Клапов любимец;
- Вилямова масловка;
- Хардиева масловка.

### Есенни сортове
- Пакъмс триумф – австралийски сорт;
- Конференция – английски сорт;
- Боскова масловка – френски сорт.
- Елдорадо – американски сорт;
- Абат Фетел – стар френски сорт
- Деканка на комисията – френски сорт.

### Зимни сортове
- Харденпонтова масловка
- Попска круша
- Пас Красан

## История
| Китай                  | 18,0 |
| Аржентина              | 0,77 |
| САЩ                    | 0,75 |
| Италия                 | 0,70 |
| Турция                 | 0,46 |
| Световно               | 25,8 |
| Източник: ООН, FAOSTAT |      |

Отглеждането на круши в хладен, умерен климат се простира от най-далечна древност и има доказателства за използването им като храна от праисторически времена. Много следи от тях са били открити в Швейцария – Боденското езеро. Думата „круша“ или неин еквивалент възниква във всички келтски езици, докато в други славянски диалекти и различни наименования не е така, но все пак отнасящи се до едно и също нещо. Намерени са разнообразие и множество номенклатура, които довели Алфонс дьо Кандол да заключи, че е имало много древно отглеждане на дървото на бреговете на Каспийско море към тези на Атлантическия океан.
Крушите са били култивирани и от римляните, те не ги яли сурови – правили са си компоти от круши и мед.
Древното кралство Дардания е кръстено на круша, което означава „Земята на крушите“.

## Ботаника
Крушите са местни за крайбрежните и леко умерените региони на Стария свят от Западна Европа и Северна Африка на изток точно до Азия. Те са средни дървета, достигащи 10 – 17 м. височина, често с висок тесен венец, няколко вида са обрасли с храсти.

## Производство
Към 2014 г. световното производство на круши е 25,8 милиона тона, оглавявано от Китай с дял от 70% от общото количество. Други големи производители са Аржентина, САЩ и Италия, чиято обща продукция възлиза на 9% от световната.

## Други
На крушата е наречена улица „Зелена круша“ в квартал „Симеоново“ в София (Карта).

## Галерия
- „Френска“ круша от Япония
- Барлет Круша (Европейски тип), готови за бране
- Цветове на круша.
- Цветове на круша
- Клапс Фейвърит (Европейски вид круши), готови за бране
- „Конференция“